# 奧拉蒂夫區

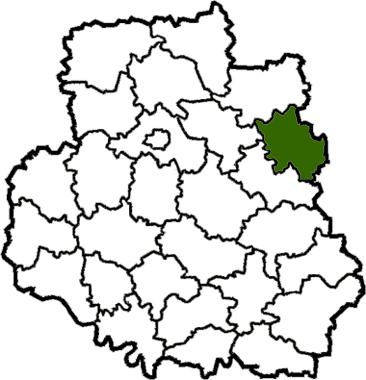
奧拉蒂夫區在文尼察州的位置

49°12′N 29°30′E / 49.200°N 29.500°E
奧拉蒂夫區（烏克蘭語：Оратівський район）是位於烏克蘭西南部文尼察州的舊區，区府为奧拉蒂夫，並於2020年被撤銷。該區面積870平方公里，2013年人口22,356，人口密度每平方公里25.70人。